# KamAZ-5410
Der KamAZ-5410 (russisch КамАЗ-5410) ist ein Lastwagen aus der Produktion des russischen KAMAZ-Werks in Nabereschnyje Tschelny. Das Fahrzeug war die erste Standard-Sattelzugmaschine des Herstellers und wurde 30 Jahre lang, von 1976 bis 2006, in Serie gebaut. Mit dem KamAZ-54112 existiert ein sehr ähnlicher Nachfolger, der ab 1980 parallel gefertigt wurde.

## Fahrzeuggeschichte

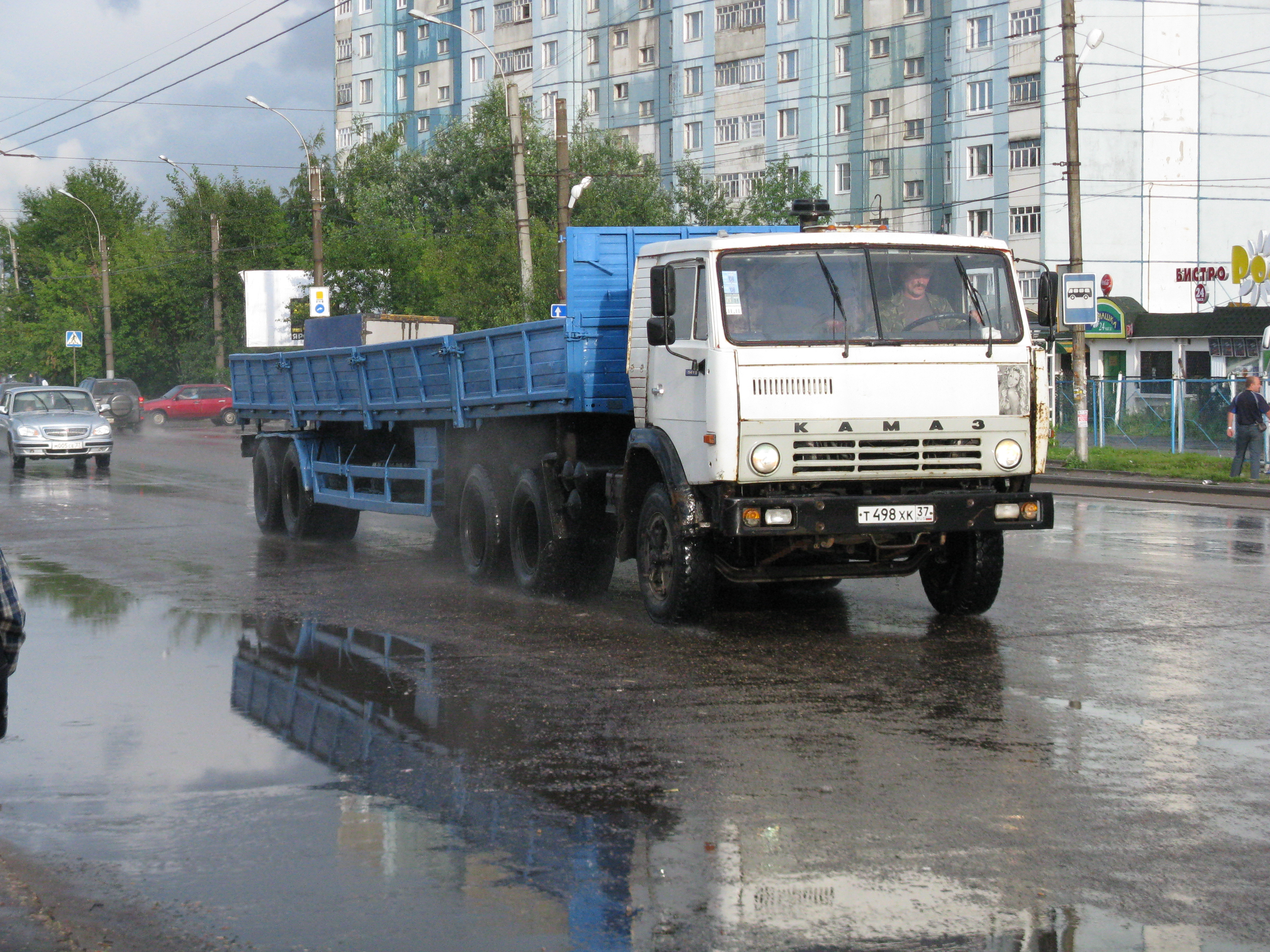
KamAZ-5410 mit typischen Auflieger aus russischer Produktion (2007)

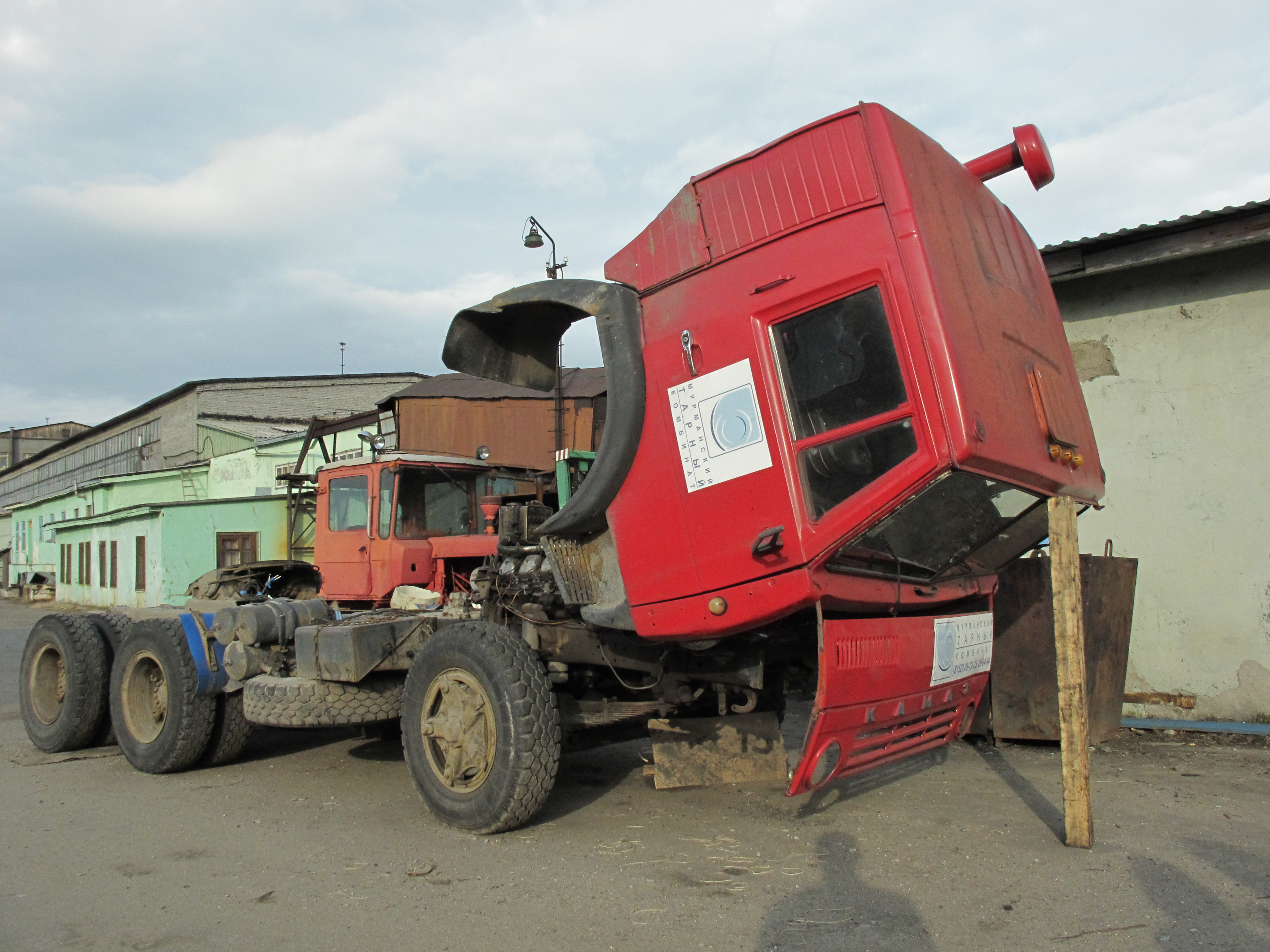
KamAZ-5410 mit hochgeklappter Kabine für Reparaturen in Murmansk (2010)

Erste Prototypen des Fahrzeugs wurden, wie bei den anderen Modellen der ersten Generation auch, bereits in der ersten Hälfte der 1970er-Jahre gebaut. Die Massenproduktion begann im Jahr 1976. Konzipiert war das Fahrzeug für Sattelauflieger bis etwa 19 Tonnen Gewicht, für größere Lasten war der Dieselmotor vom Typ KamAZ-740 mit 210 PS zu schwach. Diese Tatsache war bereits früh bekannt. Schon in der ersten Generation Prototypen wurde unter der Bezeichnung KamAZ-54102 eine leistungsstärkere Version der Zugmaschine gebaut, sie hatte eine höhere Nutzlast und erhielt einen experimentellen V10-Dieselmotor vom Typ JaMZ-741 mit 13,56 l Hubraum und 260 PS (191 kW) Leistung. Dieser Motor entstammte dem gleichen Baukasten wie der Achtzylinder JaMZ-740, der später als KamAZ-740 in Großserie ging. Obwohl bis 1977 verschiedene weitere Prototypen gebaut, mehrere monatelange Erprobungsfahrten in verschiedene Staaten unternommen und Sattelauflieger mit höherer Nutzlast entworfen und gebaut wurden, kam es nicht zu einer Serienfertigung. Die zuständige staatliche Kommission genehmigte zwar die Produktion, KamAZ war jedoch aufgrund mangelnder Ressourcen nicht in der Lage, den Zehnzylinder in die Serienfertigung zu übernehmen. Die Fahrzeuge wurden schließlich, jedoch mit dem Achtzylinder aus der Großserienfertigung als Antrieb, unter der Bezeichnung KamAZ-54112 als Nachfolger für den KamAZ-5410 in die Serienfertigung übernommen. Ab Beginn der 1980er-Jahre wurden beide Fahrzeugtypen parallel gefertigt. Die Stückzahlen blieben zunächst weit hinter denen des KamAZ-5410 zurück, zeitweise wurden zehnmal so viele KamAZ-5410 wie KamAZ-54112 gefertigt. Die Produktion des KamAZ-5410 wurde noch bis 2006 fortgesetzt.
Um die Geländegängigkeit zu verbessern, wurden die beiden angetriebenen Hinterachsen mit Differentialsperren ausgerüstet und eine Getriebeuntersetzung verbaut. Für schweres Gelände waren die Zugmaschinen nicht gedacht, es fehlte insbesondere der Allradantrieb. Der Hersteller lieferte die Lastwagen in unterschiedlichen Modifikationen für die tropische, polare und gemäßigte Klimazone. Dabei konnte die Version für kalte Gebiete bis −50 °C betrieben werden.
Die DDR importierte Lastwagen vom Typ KamAZ-5410 zwischen 1978 und 1983. Dabei wurde teilweise in Eigenregie in verschiedenen Fahrzeugbauwerken eine Hydraulikanlage nachgerüstet, um die Fahrzeuge mit Kippaufliegern zu betreiben. Diese Fahrzeuge erhielten in der DDR die Bezeichnung KamAZ-5410H.

## Technische Daten
Die hier aufgeführten Daten gelten für Fahrzeuge vom Typ KamAZ-5410. Über die lange Bauzeit hinweg und aufgrund verschiedener Modifikationen an den Fahrzeugen können einzelne Werte leicht schwanken.
- Motor: Viertakt-V8-Dieselmotor
- Motortyp: KamAZ-740
- Leistung: 210 PS (154 kW)
- maximales Drehmoment: 639 Nm
- Hubraum: 10.850 cm³
- Bohrung: 120 mm
- Hub: 120 mm
- Tankinhalt: 2 × 125 l
- Verbrauch: 32 l/100 km bei 60 km/h, 40,4 l/100 km bei 80 km/h
- Getriebe: manuelles Fünf-Gang-Schaltgetriebe, zweistufige Geländeuntersetzung
- Höchstgeschwindigkeit: 95 km/h
- maximal befahrbare Steigung: 18 %
- Antriebsformel: 6×4

Abmessungen und Gewichte
- Länge: 6180 mm
- Breite: 2500 mm
- Höhe: 2830 mm
- Radstand: 2840 + 1320 mm
- Spurweite vorne: 2026 mm
- Spurweite hinten: 1856 mm
- Bodenfreiheit: 280 mm
- Wendekreis: 17 m
- Leergewicht: 6650 kg
- zulässiges Gesamtgewicht Zugfahrzeug: 14.900 kg
- zulässiges Gesamtgewicht Zug: 25.900 kg
- Sattellast: 8100 kg